# Condado de Ochiltree
El Condado de Ochiltree (Ochiltree County, en inglés) es uno de los 254 condados del estado estadounidense de Texas. La sede del condado es Perryton, así como su mayor ciudad. El condado posee un área de 2 378 km² (los cuales 1 km² están cubiertos por agua), la población de 9.006 habitantes, y la densidad de población es de 4 hab/km² (según censo nacional de 2000). Este condado fue fundado en 1876. Es uno de los 46 condados de Texas que prohíben la venta de bebidas alcohólicas.